# Eleições estaduais no Maranhão em 1965
As eleições estaduais no Maranhão em 1965 aconteceram em 3 de outubro como parte das eleições gerais no Brasil em 1965 em onze estados cujos governadores exerciam um mandato de cinco anos, embora o pleito em Alagoas não tenha sido validado por razões legais.
Figura central da política maranhense após o fim da Era Vargas, o senador Vitorino Freire deu apoio ao Regime Militar de 1964 para conservar seu poderio, contudo o novo governo resolveu vincular sua imagem a uma nova liderança e o escolhido foi o advogado, jornalista e escritor José Sarney, então filiado à UDN. Nascido em Pinheiro, ele se formou na Universidade Federal do Maranhão em 1953 e trabalhou em O Imparcial entre outros jornais. Filiado ao PSD, foi terceiro suplente de deputado federal em 1954 chegando a ser convocado e após migrar para a UDN foi eleito em 1958 e 1962.
Para vice-governador, foi eleito Antônio Dino. Natural de Cururupu ele é formado em Medicina pela Universidade Federal do Rio de Janeiro e na então capital federal integrou o corpo clínico e dirigiu diferentes hospitais, além de ser médico do Serviço de Assistência Médica Domiciliar (SAMDU) da Guanabara. Membro da Sociedade de Medicina e Cirurgia do Rio de Janeiro e de São Luís, presidente da Liga Maranhense de Combate ao Câncer e professor da Universidade Federal do Maranhão. Eleito deputado federal em 1954 e 1958 e deputado estadual em 1962, Antônio Dino assumiu o Palácio dos Leões em 14 de maio de 1970 quando o governador José Sarney renunciou para concorrer ao mandato de senador.

## Resultado da eleição para governador
Foram apurados 225.725 votos nominais, 5.418 votos em branco e 16.013 votos nulos resultando no comparecimento de 247.156 eleitores.
| Candidatos a governador do estado | Candidatos a vice-governador | Número | Coligação                           | Votação | Percentual |
| --------------------------------- | ---------------------------- | ------ | ----------------------------------- | ------- | ---------- |
| José Sarney UDN                   | Antônio Dino PSP             | -      | Oposições Coligadas (UDN, PSP, PTN) | 121.062 | 53,63%     |
| Costa Rodrigues PDC               | Antenor Bogéa PDC            | -      | PDC, PL                             | 68.560  | 30,37%     |
| Renato Archer PTB                 | Pedro Braga PTB              | -      | PTB, PSD                            | 36.103  | 15,99%     |